# ماینویل (نیویورک)
ماینویل (به انگلیسی: Mineville) یک منطقهٔ مسکونی در ایالات متحده آمریکا است که در نیویورک واقع شده‌است. ماینویل ۹٫۶۰ کیلومتر مربع مساحت و ۱٬۲۶۹ نفر جمعیت دارد و ۳۹۸ متر بالاتر از سطح دریا واقع شده‌است.